# 考茨 (印第安納州)
考茨（英語：Kouts）是一個位於美國印第安納州波特縣的城鎮。

## 人口
根據2010年美國人口普查的數據，考茨的面積為3.03平方千米，當中陸地面積為3.03平方千米，而水域面積為0.00平方千米。當地共有人口1879人，而人口密度為每平方千米620人。